# Faultline
David Kosten, mais conhecido pelo nome artístico Faultline, é um DJ, músico e produtor musical britânico. Ele lançou dois álbuns de estúdio sob o nome Faultline: Closer Colder (1999) e Your Love Means Everything (2002), este último relançado em 2004 com faixas adicionais. O álbum contou com contribuições de artistas como Marina and the Diamonds, Michael Stipe (R.E.M.), Chris Martin (Coldplay), Nick McCabe (The Verve), The Flaming Lips e Joseph Arthur.
Em 2001, Kosten fundou seu próprio selo, Tiny Consumer, e trabalhou como consultor independente de A&R para a EMI Records no Reino Unido. A partir de 2006, passou a se dedicar principalmente à produção independente, colaborando em projetos de artistas como Lenka, Bat for Lashes (Fur and Gold, Two Suns), Everything Everything e Joseph Arthur (Our Shadows Will Remain). Nesse mesmo ano, também participou do álbum de tributo Monsieur Gainsbourg Revisited, colaborando com Brian Molko e Françoise Hardy em uma das faixas.

## Discografia

### Álbuns
- Closer Colder (1999)
  1. "Awake" – 4:52
  2. "Tiny Consumer" – 5:27
  3. "Mute" – 8:51
  4. "Papercut" – 4:03
  5. "Control" – 3:21
  6. "Closer Colder" – 5:40
  7. "Salt" – 4:44
  8. "Partyline Honey" – 5:11
  9. (Untitled) – 6:41
- Your Love Means Everything (10 de setembro de 2002)
  1. "Your Love Means Everything" – 3:41
  2. "Where is My Boy?" (participação Chris Martin) – 5:34
  3. "Sweet Iris" – 3:49
  4. "Bitter Kiss" (participação Jacob Golden) – 3:23
  5. "Waiting for the Green Light" (participação Cannibal Ox) – 4:09
  6. "The Colossal Gray Sunshine" (participação The Flaming Lips) – 2:44
  7. "Clocks" – 4:18
  8. "Theme for Half Speed" – 3:13
  9. "Greenfields" (participação Michael Stipe) – 3:19
  10. "Lost Broadcast" (participação Nick McCabe) – 3:38
  11. "I Only Know Myself" – 3:52
  12. "Your Love Means Everything Part 2" (participação Chris Martin) – 4:03
- Your Love Means Everything (re-lançado pela Capitol/EMI) (17 de maio de 2004)
  1. "Your Love Means Everything" – 3:41
  2. "Where is My Boy?" (participação Chris Martin) – 5:34
  3. "We Came from Lego Blocks" (participação Vordul Megilah) – 2:45
  4. "Theme for Half Speed" – 3:13
  5. "Wild Horses" (participação Joseph Arthur) – 5:13
  6. "Sweet Iris" – 3:49
  7. "Biting Tongues" (participação Ras B) – 3:28
  8. "Clocks" – 4:18
  9. "The Colossal Gray Sunshine" (participação The Flaming Lips) – 2:44
  10. "I Only Know Myself" – 3:52
  11. "Greenfields" (participação Michael Stipe) – 3:19
  12. "Lost Broadcast" (participação Nick McCabe) – 3:38
  13. "Your Love Means Everything Part 2" (participação Chris Martin) – 4:03

14. Missing (faixa bônus Japonesa) – 3:25
15. Surfacenothing (faixa bônus Japonesa) – 5:00

### Singles & EPs
- Papercut EP (1998)
  1. "Papercut" – 4:03
  2. "Partyline Honey" (Remix) – 4:45
  3. "Quarantine" – 3:26
  4. "Not Forgotten" – 7:06
- "Mute" single (1999)
  1. "Mute" – 8:52
  2. "Mute" (Third Eye Foundation Remix) – 6:33
  3. "Dislocate" – 2:37
- Faultline EP (2002)
  1. "The Colossal Gray Sunshine" (participação The Flaming Lips) – 2:44
  2. "Missing" – 3:25
  3. "Surfacenothing" – 5:00
- "Biting Tongues" single promocional (maio de 2004)
  1. "Biting Tongues" (participação Ras B) – 3:32
  2. "Biting Tongues" (The Bug Mix) – 4:09
  3. "Biting Tongues" (Riton Mix) – 6:17
  4. "Biting Tongues" (Hot Chip Mix) – 7:07
- "Wild Horses"/"Biting Tongues" A-side single duplo (10 de maio de 2004)
  1. "Wild Horses" (featuring Joseph Arthur) – 5:13
  2. "Biting Tongues" (featuring Ras B) – 3:32
  3. "Biting Tongues" (Riton Mix) – 6:17
  4. "Wild Horses" (enhanced video)
  5. "Biting Tongues" (enhanced video)
- "The Colossal Gray Sunshine" single promocional (agosto de 2004)
  1. "The Colossal Gray Sunshine" (participação The Flaming Lips) (remix) – 2:47